# Rap Việt (mùa 1)
Mùa thứ nhất của chương trình Rap Việt được phát sóng vào lúc 20 giờ thứ 7 hàng tuần trên HTV2 - Vie Channel, VTVCab 1 - Vie Giải Trí, ứng dụng VieON, và 21 giờ 30 phút cùng ngày trên kênh YouTube HTV2 - Vie Channel, bắt đầu từ ngày 1 tháng 8 năm 2020 đến ngày 14 tháng 11 năm 2020. Trấn Thành là người dẫn chương trình của mùa này.
Dế Choắt trở thành quán quân đầu tiên của chương trình trong đêm chung kết diễn ra vào các ngày 7 và 14 tháng 11 năm 2020.

## Vòng chinh phục
- Thí sinh dự thi sẽ tự chọn một ý tưởng hoặc sản phẩm trong văn hóa đại chúng để làm lại bằng ca từ rap của mình và chinh phục những HLV.
- Các HLV lựa chọn thí sinh có tiềm năng và phù hợp với mình về đội bằng cách kích hoạt bàn đạp ngay trước ghế nóng.
- Trong trường hợp có từ hai HLV trở lên chọn một thí sinh cùng lúc, ban giám khảo (BGK) sẽ là những người quyết định thí sinh đó sẽ về với đội của vị HLV nào mà họ cảm thấy phù hợp.
- Cả bốn HLV đều sẽ có một quyền ưu tiên đặc biệt, gọi là nón vàng. Nếu một HLV cảm thấy yêu thích một thí sinh nào đó nhất và không muốn quyền quyết định rơi vào tay BGK, người đó có thể ném chiếc nón màu vàng đặt ở cạnh mỗi ghế của HLV lên sân khấu. Nếu có một HLV ném nón vàng thì thí sinh sẽ thuộc về đội của HLV đó. Nếu có từ hai HLV trở lên dùng quyền năng này một cách thành công, thí sinh sẽ là người quyết định cuối cùng. Mỗi HLV chỉ được phép dùng quyền ưu tiên này 1 lần, nếu sử dụng thành công thì quyền ưu tiên này sẽ không thể sử dụng được nữa.
- Kết thúc vòng chinh phục, các HLV sẽ phải tạo thành một đội hình với 9 thí sinh để đi tiếp vào vòng trong[cần dẫn nguồn].

| Chú giải | Huấn luyện viên đạp bàn đạp để chọn                                                     | Thí sinh bị loại vì không huấn luyện viên nào đạp bàn đạp để chọn | Huấn luyện viên duy nhất chọn và nhận thí sinh vào đội                              |
| Chú giải | Thí sinh được Giám khảo hoặc thí sinh chọn                                              | Thí sinh được Giám khảo chọn nhưng bị HLV khác tung nón           | Thí sinh được Giám khảo chọn, bị HLV khác tung nón và tung nón giành lại thành công |
| Chú giải | Thí sinh được Giám khảo chọn, bị HLV khác tung nón và tung nón giành lại nhưng thất bại | Huấn luyện viên tung nón nhưng không được thí sinh chọn           | Huấn luyện viên tung nón và giành thành công hoặc được thí sinh chọn vào đội        |

| Thí sinh (Rap Name) (Nhóm nhạc)               | Bài hát dự thi 《Bài hát gốc》 (Tác giả gốc)                             | Sự lựa chọn của thí sinh và giám khảo               | Sự lựa chọn của thí sinh và giám khảo               | Sự lựa chọn của thí sinh và giám khảo               | Sự lựa chọn của thí sinh và giám khảo               |
| Thí sinh (Rap Name) (Nhóm nhạc)               | Bài hát dự thi 《Bài hát gốc》 (Tác giả gốc)                             | Suboi                                               | Binz                                                | Karik                                               | Wowy                                                |
| Tập 1 (01/08/2020)                            | Tập 1 (01/08/2020)                                                       | Tập 1 (01/08/2020)                                  | Tập 1 (01/08/2020)                                  | Tập 1 (01/08/2020)                                  | Tập 1 (01/08/2020)                                  |
| --------------------------------------------- | ------------------------------------------------------------------------ | --------------------------------------------------- | --------------------------------------------------- | --------------------------------------------------- | --------------------------------------------------- |
| Wowy, Suboi, Karik, Binz, Rhymastic, JustaTee | "Đây là Rap Việt"                                                        | Bài hát mở đầu của 4 huấn luyện viên và 2 giám khảo | Bài hát mở đầu của 4 huấn luyện viên và 2 giám khảo | Bài hát mở đầu của 4 huấn luyện viên và 2 giám khảo | Bài hát mở đầu của 4 huấn luyện viên và 2 giám khảo |
| Nguyễn Đình Dương (Tez) (Giảng Võ Arena)      | "Low" 《Quá lâu》 (Vinh Khuất)                                           | —                                                   |                                                     |                                                     | —                                                   |
| Bùi Thái Tú (Mac Junior)                      | "Trap Room" 《Bảnh bao》 (Mr.A)                                          |                                                     |                                                     | —                                                   |                                                     |
| Võ Trần Thái Trung (Key) (Monstar)            | "Giữ lấy làm gì" 《Giữ lấy làm gì》 (Đoàn Thế Lân)                       | —                                                   | —                                                   | —                                                   | —                                                   |
| Dương Tiến Thành (Hydra) (OG Gang)            | "Người cha câm" 《Cha》 (Anh Tuấn)                                       |                                                     |                                                     |                                                     | —                                                   |
| Nguyễn Tiến Thành (Thành Draw) (Hustlang)     | "Vì em so đẹp" 《Em siêu đẹp》 (Antoneus Maximus)                        | —                                                   |                                                     | —                                                   | —                                                   |
| Nguyễn Anh Vũ (Yuno BigBoi)                   | "Dám hay không dám" 《Hổng dám đâu》 (Nguyễn Văn Hiên)                   |                                                     |                                                     |                                                     |                                                     |
| Tập 2 (08/08/2020)                            |                                                                          |                                                     |                                                     |                                                     |                                                     |
| Nguyễn Hữu Anh Khôi (AK49)                    | "Heo không cần" 《Con heo đất》 (Ngọc Lễ)                                |                                                     | —                                                   |                                                     |                                                     |
| Lê Tuấn Nam (Bad Bz)                          | "Đu đa đu đưa" 《Đi đu đưa đi》 (Tiên Cookie)                            |                                                     | —                                                   | —                                                   | —                                                   |
| Nguyễn Nhật Minh (Willistic) (OCEAN M.O.B)    | "Cô đơn đã quen với anh" 《Anh đã quen với cô đơn》 (Hoàng Sơn)          | —                                                   | —                                                   | —                                                   | —                                                   |
| Lưu Hoàng Dũng (Orijinn) (Rapital)            | "Ôi trời ơi" 《Lus》 (JustaTee)                                          | —                                                   | —                                                   | —                                                   | —                                                   |
| Vũ Tuấn Huy (Tage)                            | "Lớp 12" 《Mình cùng nhau đóng băng》 (Tiên Cookie, Nguyễn Thùy Chi)     |                                                     |                                                     |                                                     |                                                     |
| Trần Tiến Đạt (R.I.C)                         | "Turn it up" 《Dusted》 (Mr.A)                                           | —                                                   |                                                     | —                                                   |                                                     |
| Trần Tiến (Ricky Star) (OTĐ)                  | "Bắc kim thang" 《Bắc kim thang》 (Dân ca)                               |                                                     |                                                     |                                                     |                                                     |
| Tập 3 (16/08/2020)                            |                                                                          |                                                     |                                                     |                                                     |                                                     |
| Lê Trọng Hoàng Long (Gừng) (Giảng Võ Arena)   | "Unexpected" 《GENE》 (Binz)                                             |                                                     |                                                     |                                                     |                                                     |
| Nguyễn Đình Việt (VVSIX)                      | "Không Dừng Lại" 《Chạy, On My Way》 (Pham Toàn Thắng, Phùng Khánh Linh) | —                                                   | —                                                   | —                                                   |                                                     |
| Lương Nguyễn Quốc Đạt (Đạt Dope)              | "Nguyên team Latin hết" 《Nguyên team đi vào hết》 (TripleD, Binz)       |                                                     |                                                     | —                                                   | —                                                   |
| Nguyễn Lữ (Lu V)                              | "Tình yêu Bigboi" 《Anh là sinh viên》 (Karik)                           | —                                                   | —                                                   | —                                                   | —                                                   |
| Nguyễn Trần Thái Nam (Gonzo) (Rapital)        | "Katy" 《Katy Katy》 (Đức Trí)                                           | —‡                                                  |                                                     | —                                                   | —                                                   |
| Nguyễn Tuấn Duy (Ogenus)                      | "Anh chịu thôi" 《Nothing in your eyes》 (Mr.T, Yanbi)                   | —                                                   | —                                                   | —                                                   | —                                                   |
| Nguyễn Thảo Linh (tlinh)                      | "Tình yêu bận bịu" 《Chiếc khăn gió ấm》 (Văn Chung)                     |                                                     | —                                                   |                                                     |                                                     |
| Nguyễn Tuấn Kiệt (Lăng LD) (OTĐ)              | "Tình ca" 《Quỳnh Hương》 (Trịnh Công Sơn)                               |                                                     |                                                     |                                                     |                                                     |
| Tập 4 (22/08/2020)                            |                                                                          |                                                     |                                                     |                                                     |                                                     |
| Vũ Trường Giang (Gill) (OCEAN M.O.B)          | "Vẫy tay chào hôm qua" 《Vì tôi còn sống》 (Tiên Tiên)                   |                                                     | —                                                   |                                                     | —                                                   |
| Hồ Quang Tuấn (T.C) (Rapital)                 | "Cà phê Hà Thành" 《Quán cà phê Hà Thành》 (Huy Tuấn)                    | —                                                   | —                                                   | —                                                   | —                                                   |
| Đỗ Hoàng Duy (Tony D)                         | "Là tôi" 《Tôi là ai》 (Trịnh Công Sơn)                                  |                                                     | †                                                   | †                                                   |                                                     |
| Trần Phạm Anh Tuấn (T-One) (Starbeat)         | "Tiếng nói người Việt Nam" 《Nối vòng tay lớn》 (Trịnh Công Sơn)         | —                                                   | —                                                   | —                                                   | —                                                   |
| Trần Nhật Duy (Duy Andy) (Starbeat)           | "Hành trình đến rap" 《Lalala》 (Hoàng Sơn)                              |                                                     |                                                     |                                                     |                                                     |
| Phạm Hoàng Hải (16 Typh) (16 Northside)       | "Khói thuốc" 《Anh bỏ hút thuốc chưa》 (Tiên Cookie)                     |                                                     |                                                     |                                                     | —                                                   |
| Tập 5 (29/08/2020)                            |                                                                          |                                                     |                                                     |                                                     |                                                     |
| Lã Thành Long (RTee)                          | "Rằm tháng bảy" 《Xẩm: Cô hồn, Covid, Cô đơn》 (NSƯT Đình Cương)         |                                                     |                                                     |                                                     |                                                     |
| Diệp Hoàng Dương (B:OKEH)                     | "Ẩm thực Việt" 《Ăn gì đây》 (Mr.T, Khắc Hưng)                           | —                                                   | —‡                                                  | —                                                   |                                                     |
| Nguyễn Việt Anh (Lee Boo)                     | "Có lẽ là yêu" 《Yêu một người có lẽ》 (OnlyC)                           | —                                                   |                                                     | —                                                   | —                                                   |
| Hà Quốc Hoàng                                 | "Đánh đổi" 《Mơ hoa hồng》 (Phạm Hải Âu)                                 |                                                     | —                                                   | —                                                   |                                                     |
| Đặng Thành Hưng (16 BrT) (16 Northside)       | "Tôi của nơi ấy" 《Nơi ấy》 (Nguyễn Hải Phong)                           | —                                                   | —                                                   | —                                                   | —                                                   |
| Phạm Quang Minh (KuBoss)                      | "Dear105sau" 《Bet on me》 (Suboi)                                       |                                                     | —                                                   | —                                                   | —                                                   |
| Nghiêm Vũ Hoàng Long (MCK) (Rapital)          | "Anh vẫn OK" 《Hãy về đây bên anh》 (Duy Mạnh)                           | —                                                   |                                                     |                                                     | —                                                   |
| Châu Hải Minh (Dế Choắt)                      | "Chú bé loắt choắt" 《Lượm》 (Tố Hữu)                                    |                                                     |                                                     |                                                     |                                                     |
| Tập 6 (05/09/2020)                            |                                                                          |                                                     |                                                     |                                                     |                                                     |
| Lê Trung Nguyên (Jbee7)                       | "Đường đến đỉnh vinh quang" 《Đường đến ngày vinh quang》 (Trần Lập)     |                                                     | —                                                   |                                                     |                                                     |
| Phạm Hoài Thanh (F)                           | "Tìm lại" 《Tìm lại》 (Microwawe)                                        | —                                                   | —                                                   | —                                                   |                                                     |
| Lê Vũ Ngọc Anh (Nul)                          | "Chỉ còn là hồi ức" 《Hồi ức》 (Phan Mạnh Quỳnh)                         | —                                                   | —                                                   |                                                     |                                                     |
| Nguyễn Trung Thành (Yang) (Starbeat)          | "Chắc chắn Rap Việt là đây" 《Đây là Việt Nam》 (Rhymastic)              | —                                                   | —                                                   |                                                     | —                                                   |
| Nguyễn Đình Nam (Lil.Cell)                    | "Vòng xoáy" 《Wait》 (Oringchains)                                       | —                                                   |                                                     | —                                                   | †                                                   |
| Nguyễn Thái Minh (Young God)                  | "Mơ giữa rừng mơ" 《Nằm mơ giữa rừng mơ》 (Bảo Chung)                    | —                                                   | —                                                   | —                                                   | —                                                   |
| Đặng Mai Việt Hoàng (GDucky) (151)            | "Đôi mắt" 《Đôi mắt》 (WanBi Tuấn Anh)                                   |                                                     |                                                     |                                                     | —                                                   |
| Nguyễn Thanh Long (Lor)                       | "60 năm cuộc đời" 《60 năm cuộc đời》 (Y Vân)                            |                                                     |                                                     | ᛩ                                                   | —                                                   |
| Nguyễn Phạm Huy Hoàng (Hành Or) (Joker Rock)  | "Beethoven trappin'" 《Für Elise》 (Ludwig van Beethoven)                | ᛩ                                                   |                                                     | ᛩ                                                   |                                                     |

†: HLV được HLV khác “đạp bàn đạp giùm”.
‡: HLV nhấn bàn đạp chọn nhưng không hợp lệ.
ᛩ: HLV đạp chọn nhưng không hợp lệ do đội đã đủ người.
- Wowy là HLV duy nhất chỉ có 8 thành viên trong đội hình.
- Vì vài lý do như thời lượng chương trình, tiến độ phát sóng nên phần thi của nhiều thí sinh khác không được lên sóng.[22]

### Đội hình sau vòng chinh phục
Chú thích
     Thí sinh được chọn nhờ nón vàng của HLV
     Thí sinh vào đội nhờ BGK trao quyền chọn HLV
| Tên HLV | Các thí sinh                                | Các thí sinh                              | Các thí sinh                              | Các thí sinh                                 |
| ------- | ------------------------------------------- | ----------------------------------------- | ----------------------------------------- | -------------------------------------------- |
| Suboi   | Nguyễn Hữu Anh Khôi (AK49)                  | Lê Tuấn Nam (Bad Bz)                      | Lê Tuấn Nam (Bad Bz)                      | Vũ Tuấn Huy (Tage)                           |
| Suboi   | Lê Trọng Hoàng Long (Gừng) (Giảng Võ Arena) | Lương Nguyễn Quốc Đạt (Đạt Dope)          | Lương Nguyễn Quốc Đạt (Đạt Dope)          | Nguyễn Thảo Linh (tlinh)                     |
| Suboi   | Hà Quốc Hoàng                               | Phạm Quang Minh (KuBoss)                  | Phạm Quang Minh (KuBoss)                  | Nguyễn Thanh Long (Lor)                      |
| Wowy    | Trần Tiến Đạt (R.I.C)                       | Nguyễn Đình Việt (VVSIX)                  | Nguyễn Đình Việt (VVSIX)                  | Nguyễn Tuấn Kiệt (Lăng LD) (OTĐ)             |
| Wowy    | Đỗ Hoàng Duy (Tony D)                       | Diệp Hoàng Dương (B:OKEH)                 | Diệp Hoàng Dương (B:OKEH)                 | Châu Hải Minh (Dế Choắt)                     |
| Wowy    | Lê Trung Nguyên (Jbee7)                     | Lê Trung Nguyên (Jbee7)                   | Phạm Hoài Thanh (F)                       | Phạm Hoài Thanh (F)                          |
| Karik   | Nguyễn Đình Dương (Tez) (Giảng Võ Arena)    | Dương Tiến Thành (Hydra) (OG Gang)        | Dương Tiến Thành (Hydra) (OG Gang)        | Nguyễn Anh Vũ (Yuno BigBoi)                  |
| Karik   | Vũ Trường Giang (Gill) (OCEAN M.O.B)        | Trần Nhật Duy (Duy Andy) (Starbeat)       | Trần Nhật Duy (Duy Andy) (Starbeat)       | Nghiêm Vũ Hoàng Long (MCK) (Rapital)         |
| Karik   | Lê Vũ Ngọc Anh (Nul)                        | Nguyễn Trung Thành (Yang) (Starbeat)      | Nguyễn Trung Thành (Yang) (Starbeat)      | Đặng Mai Việt Hoàng (GDucky) (151)           |
| Binz    | Bùi Thái Tú (Mac Junior)                    | Nguyễn Tiến Thành (Thành Draw) (Hustlang) | Nguyễn Tiến Thành (Thành Draw) (Hustlang) | Trần Tiến (Ricky Star) (OTĐ)                 |
| Binz    | Nguyễn Trần Thái Nam (Gonzo) (Rapital)      | Phạm Hoàng Hải (16 Typh) (16 Northside)   | Phạm Hoàng Hải (16 Typh) (16 Northside)   | Lã Thành Long (RTee)                         |
| Binz    | Nguyễn Việt Anh (Lee Boo)                   | Nguyễn Đình Nam (Lil.Cell)                | Nguyễn Đình Nam (Lil.Cell)                | Nguyễn Phạm Huy Hoàng (Hành Or) (Joker Rock) |

## Vòng đối đầu
- Các HLV tiến hành bắt cặp các thi sinh (không bao gồm thí sinh đã biểu diễn trong vòng đó rồi được HLV đó cứu) trong đội thành từng cặp đối đầu, mỗi cặp sẽ được HLV ra đề tài để cùng sáng tác và biểu diễn cùng một tiết mục theo chủ đề mà BGK đưa ra.
- Sau tiết mục đối đầu, BGK sẽ chọn ra thí sinh thắng trận để đi tiếp, thí sinh còn lại sẽ bước vào trận giải cứu. Nếu BGK bất đồng quan điểm, quyền phân định thắng thua sẽ trao lại cho HLV.
- Các thí sinh thua trận sẽ thi đấu trong trận giải cứu, mỗi thí sinh sẽ chọn một trong hai nhạc nền đã được chuẩn bị sẵn để sáng tác và trình diễn tại chỗ theo đề tài mà HLV đưa ra, HLV sẽ chọn thêm một thí sinh duy nhất để đi tiếp.
- Quyền nón vàng tiếp tục được áp dụng theo cách thức của vòng trước để cứu một thí sinh thua trận từ đội khác (không được dùng để cứu thí sinh của đội mình). Trong trường hợp có 2 nón vàng trở lên, thí sinh sẽ là người quyết định về với HLV phù hợp.
- Kết thúc vòng đối đầu, các HLV sẽ còn lại 6 thí sinh gồm 5 thí sinh được đi tiếp và một thí sinh được cứu từ HLV khác bằng nón vàng.[27]

| Chú giải | Thí sinh thắng trận đối đầu                                         | Thí sinh thua trận nhưng được huấn luyện viên khác tung nón cứu | Thí sinh thua trận phải bước vào trận Giải cứu | Thí sinh an toàn sau trận Giải cứu                    |
| Chú giải | Huấn luyện viên cứu thí sinh thành công hoặc được thí sinh lựa chọn | Huấn luyện viên tung nón vàng cứu thí sinh                      | Thí sinh bị loại                               | †: Tiết mục HLV được trao quyền chọn thí sinh đi tiếp |

### ĐộiWowy(tập 7 - 12/09/2020)
| Thứ tự | Bài hát dự thi 《Bài hát gốc》 (Tác giả gốc)                                               | Thí sinh 1                        | Thí sinh 2                 | Huấn luyện viên khác cứu | Huấn luyện viên khác cứu | Huấn luyện viên khác cứu |
| Thứ tự | Bài hát dự thi 《Bài hát gốc》 (Tác giả gốc)                                               | Thí sinh 1                        | Thí sinh 2                 | Karik                    | Binz                     | Suboi                    |
| ------ | ------------------------------------------------------------------------------------------ | --------------------------------- | -------------------------- | ------------------------ | ------------------------ | ------------------------ |
| 1      | "Trái đất này" 《Trái đất này là của chúng mình》 (Nhạc: Trương Quang Lục - Thơ: Định Hải) | Châu Hải Minh (Dế Choắt)          | Diệp Hoàng Dương (B:OKEH)1 | —                        | —                        | —                        |
| 2      | "Tỏa sáng" 《Mặt trời dịu êm》 (Dương Thụ)                                                 | Phạm Hoài Thanh (F)               | Trần Tiến Đạt (R.I.C)      | —                        | —                        |                          |
| 3      | "Và tôi" 《Và tôi cũng yêu em》 (Đức Huy)                                                  | Nguyễn Tuấn Kiệt (Lăng LD) (OTĐ)2 | Lê Trung Nguyên (Jbee7)    | —                        | —                        | Đã sử dụng               |
| 4      | "Không màu" † 《Sắc màu》 (Trần Tiến)                                                      | Nguyễn Đình Việt (VVSIX)          | Đỗ Hoàng Duy (Tony D)      | —                        | —                        | Đã sử dụng               |

Trận Giải cứu
Chủ đề: Cảm ơn
| Thứ tự | Thí sinh                  | Kết quả   |
| ------ | ------------------------- | --------- |
| 1      | Diệp Hoàng Dương (B:OKEH) | Bị loại   |
| 2      | Nguyễn Đình Việt (VVSIX)  | Bị loại   |
| 3      | Lê Trung Nguyên (Jbee7)   | Wowy chọn |

1. ^ Wowy sử dụng nón vàng để cứu B:OKEH nhưng không được chấp thuận do quyền giải cứu này không có hiệu lực.
2. ^  Lăng LD muốn nhường quyền đi tiếp cho Jbee7 để được thử sức ở trận giải cứu nhưng không được chấp thuận và giám khảo công bố Lăng LD thắng trận ngay sau đó.

### ĐộiKarik(tập 8 - 19/09/2020)
| Thứ tự | Bài hát dự thi 《Bài hát gốc》 (Tác giả gốc)                        | Thí sinh 1                           | Thí sinh 2                                | Thí sinh 3                           | Huấn luyện viên khác cứu | Huấn luyện viên khác cứu | Huấn luyện viên khác cứu |
| Thứ tự | Bài hát dự thi 《Bài hát gốc》 (Tác giả gốc)                        | Thí sinh 1                           | Thí sinh 2                                | Thí sinh 3                           | Wowy                     | Binz                     | Suboi                    |
| ------ | ------------------------------------------------------------------- | ------------------------------------ | ----------------------------------------- | ------------------------------------ | ------------------------ | ------------------------ | ------------------------ |
| 1      | "Đừng" 《Giàu sang》 (Rhymastic)                                    | Lê Vũ Ngọc Anh (Nul)                 | Dương Tiến Thành (Hydra) (OG Gang)        | —                                    | —                        | —                        | Đã sử dụng               |
| 2      | "Ở lại đây" 《Có ai thương em như anh》 (Bùi Công Nam)              | Nguyễn Trung Thành (Yang) (Starbeat) | Vũ Trường Giang (Gill) (OCEAN M.O.B)      | —                                    | —                        | —                        | Đã sử dụng               |
| 3      | "M.A.Y" † 《Em ơi cứ vui》 (Touliver, SlimV)                        | Trần Nhật Duy (Duy Andy) (Starbeat)  | Nguyễn Anh Vũ (Yuno BigBoi)               | Nghiêm Vũ Hoàng Long (MCK) (Rapital) | —                        |                          | Đã sử dụng               |
| 4      | "Chạy" 《Chạy trốn mặt trời》 (Đa Sắc, JGKiD, Đen Vâu, Thảo Phương) | Đặng Mai Việt Hoàng (GDucky) (151)   | Nguyễn Đình Dương (Tez) (Giảng Võ Arena)1 | —                                    |                          | Đã sử dụng               | Đã sử dụng               |

Trận Giải cứu
Chủ đề: Mua nhầm hàng giả (đồ fake)
| Thứ tự | Thí sinh                              | Kết quả    |
| ------ | ------------------------------------- | ---------- |
| 1      | Trần Nhật Duy (Duy Andy) (Starbeat)2  | Karik chọn |
| 2      | Nguyễn Trung Thành (Yang) (Starbeat)2 | Bị loại    |
| 3      | Lê Vũ Ngọc Anh (Nul)2                 | Bị loại    |

1. ^ Trận thứ 4, Wowy sử dụng nón vàng để cứu thí sinh trước khi giám khảo phân thắng bại, kết quả GDucky thắng trận và Tez được giải cứu nhờ nón vàng.
2. ^a b c  Thứ tự trình bày ban đầu trong vòng giải cứu là Yang, Nul và Duy Andy. Tuy nhiên, Duy Andy xin trình bày trước và Yang xin trình bày sau Duy Andy.

### ĐộiSuboi(tập 9 - 26/09/2020)
| Thứ tự | Bài hát dự thi 《Bài hát gốc》 (Tác giả gốc)                    | Thí sinh 1                       | Thí sinh 2                                  | Thí sinh 3    | Huấn luyện viên khác cứu | Huấn luyện viên khác cứu | Huấn luyện viên khác cứu |
| Thứ tự | Bài hát dự thi 《Bài hát gốc》 (Tác giả gốc)                    | Thí sinh 1                       | Thí sinh 2                                  | Thí sinh 3    | Wowy                     | Karik                    | Binz                     |
| ------ | --------------------------------------------------------------- | -------------------------------- | ------------------------------------------- | ------------- | ------------------------ | ------------------------ | ------------------------ |
| 1      | "Bờm hiện đại" 《Thằng Bờm có cái quạt mo》 (Dân gian Việt Nam) | Lương Nguyễn Quốc Đạt (Đạt Dope) | Lê Tuấn Nam (Bad Bz)                        | —             | Đã sử dụng               | —                        | Đã sử dụng               |
| 2      | "Kẹt xe" 《Vẽ khói》 (Rhymastic)                                | Nguyễn Thanh Long (Lor)          | Phạm Quang Minh (KuBoss)                    | —             | Đã sử dụng               | —                        | Đã sử dụng               |
| 3      | "Tình... hình thời tiết" 《Tình thôi xót xa》 (Bảo Chấn)        | Nguyễn Hữu Anh Khôi (AK49)       | Nguyễn Thảo Linh (tlinh)                    | Hà Quốc Hoàng | Đã sử dụng               | —                        | Đã sử dụng               |
| 4      | "Thế giới tam giác" † 《Đi để trờ về》 (Tiên Cookie)            | Vũ Tuấn Huy (Tage)               | Lê Trọng Hoàng Long (Gừng) (Giảng Võ Arena) | —             | Đã sử dụng               | —                        | Đã sử dụng               |

Trận Giải cứu
Chủ đề: Khi ăn một món khó ăn
| Thứ tự | Thí sinh                                    | Kết quả    |
| ------ | ------------------------------------------- | ---------- |
| 1      | Phạm Quang Minh (KuBoss)                    | Bị loại    |
| 2      | Lê Trọng Hoàng Long (Gừng) (Giảng Võ Arena) | Bị loại    |
| 3      | Hà Quốc Hoàng                               | Bị loại    |
| 4      | Lê Tuấn Nam (Bad Bz)                        | Bị loại    |
| 5      | Nguyễn Hữu Anh Khôi (AK49)                  | Suboi chọn |

1. ^ Wowy xin được sử dụng nón vàng để cứu Gừng nhưng không được chấp thuận do đã sử dụng cho Tez.

### ĐộiBinz(tập 10 - 3/10/2020)
| Thứ tự | Bài hát dự thi 《Bài hát gốc》 (Tác giả gốc)                           | Thí sinh 1                              | Thí sinh 2                                   | Thí sinh 3                 | Huấn luyện viên khác cứu | Huấn luyện viên khác cứu | Huấn luyện viên khác cứu |
| Thứ tự | Bài hát dự thi 《Bài hát gốc》 (Tác giả gốc)                           | Thí sinh 1                              | Thí sinh 2                                   | Thí sinh 3                 | Wowy                     | Karik                    | Suboi                    |
| ------ | ---------------------------------------------------------------------- | --------------------------------------- | -------------------------------------------- | -------------------------- | ------------------------ | ------------------------ | ------------------------ |
| 1      | "Hạt cát bụi vàng" † 《Cát bụi》 (Trịnh Công Sơn)                      | Nguyễn Trần Thái Nam (Gonzo) (Rapital)  | Nguyễn Tiến Thành (Thành Draw) (Hustlang)    | —                          | Đã sử dụng               | —                        | Đã sử dụng               |
| 2      | "Gặp nhau là skrrtt" 《Gặp nhau làm ngơ》 (Trần Thiện Thanh)           | Phạm Hoàng Hải (16 Typh) (16 Northside) | Nguyễn Việt Anh (Lee Boo)                    | —                          | Đã sử dụng               | —                        | Đã sử dụng               |
| 3      | "Sơn Tinh Thủy Tinh" 《Sơn Tinh - Thủy Tinh》 (Truyền thuyết Việt Nam) | Lã Thành Long (RTee)                    | Trần Tiến (Ricky Star) (OTĐ)                 | —                          | Đã sử dụng               |                          | Đã sử dụng               |
| 4      | "Trả nợ" 《Trả nợ tình xa》 (Tuấn Khanh)                               | Bùi Thái Tú (Mac Junior)                | Nguyễn Phạm Huy Hoàng (Hành Or) (Joker Rock) | Nguyễn Đình Nam (Lil.Cell) | Đã sử dụng               | Đã sử dụng               | Đã sử dụng               |

Trận Giải cứu
Chủ đề: Lý do để ở lại
| Thứ tự | Thí sinh                               | Kết quả   |
| ------ | -------------------------------------- | --------- |
| 1      | Bùi Thái Tú (Mac Junior)               | Bị loại   |
| 2      | Nguyễn Việt Anh (Lee Boo)              | Bị loại   |
| 3      | Nguyễn Đình Nam (Lil.Cell)             | Bị loại   |
| 4      | Nguyễn Trần Thái Nam (Gonzo) (Rapital) | Binz chọn |

### Đội hình sau vòng đối đầu
Chú thích
     Thí sinh được cứu từ đội HLV khác nhờ nón vàng
     Thí sinh ở HLV cũ được HLV khác cứu (tên thí sinh được gạch ngang)
     Thí sinh được chọn đi tiếp ở vòng Giải cứu
     Thí sinh bị loại
| Tên HLV | Các thí sinh                       | Các thí sinh                                 | Các thí sinh                             | Các thí sinh                                |
| Tên HLV | Đi tiếp                            | Đi tiếp                                      | Đi tiếp                                  | Bị loại                                     |
| ------- | ---------------------------------- | -------------------------------------------- | ---------------------------------------- | ------------------------------------------- |
| Wowy    | Châu Hải Minh (Dế Choắt)           | Phạm Hoài Thanh (F)                          | Nguyễn Tuấn Kiệt (Lăng LD) (OTĐ)         | Diệp Hoàng Dương (B:OKEH)                   |
| Wowy    | Đỗ Hoàng Duy (Tony D)              | Lê Trung Nguyên (Jbee7)                      | Nguyễn Đình Dương (Tez) (Giảng Võ Arena) | Nguyễn Đình Việt (VVSIX)                    |
| Wowy    | Trần Tiến Đạt (R.I.C)              |                                              |                                          |                                             |
| Karik   | Dương Tiến Thành (Hydra) (OG Gang) | Vũ Trường Giang (Gill) (OCEAN M.O.B)         | Nghiêm Vũ Hoàng Long (MCK) (Rapital)     | Nguyễn Trung Thành (Yang) (Starbeat)        |
| Karik   | Đặng Mai Việt Hoàng (GDucky) (151) | Trần Nhật Duy (Duy Andy) (Starbeat)          | Trần Tiến (Ricky Star) (OTĐ)             | Lê Vũ Ngọc Anh (Nul)                        |
| Karik   | Nguyễn Anh Vũ (Yuno BigBoi)        | Nguyễn Anh Vũ (Yuno BigBoi)                  | Nguyễn Đình Dương (Tez) (Giảng Võ Arena) | Nguyễn Đình Dương (Tez) (Giảng Võ Arena)    |
| Suboi   | Trần Tiến Đạt (R.I.C)              | Lương Nguyễn Quốc Đạt (Đạt Dope)             | Nguyễn Thanh Long (Lor)                  | Phạm Quang Minh (KuBoss)                    |
| Suboi   | Trần Tiến Đạt (R.I.C)              | Lương Nguyễn Quốc Đạt (Đạt Dope)             | Nguyễn Thanh Long (Lor)                  | Lê Trọng Hoàng Long (Gừng) (Giảng Võ Arena) |
| Suboi   | Nguyễn Thảo Linh (tlinh)           | Vũ Tuấn Huy (Tage)                           | Nguyễn Hữu Anh Khôi (AK49)               | Hà Quốc Hoàng                               |
| Suboi   | Nguyễn Thảo Linh (tlinh)           | Vũ Tuấn Huy (Tage)                           | Nguyễn Hữu Anh Khôi (AK49)               | Lê Tuấn Nam (Bad Bz)                        |
| Binz    | Nguyễn Anh Vũ (Yuno BigBoi)        | Nguyễn Tiến Thành (Thành Draw) (Hustlang)    | Phạm Hoàng Hải (16 Typh) (16 Northside)  | Nguyễn Việt Anh (Lee Boo)                   |
| Binz    | Lã Thành Long (RTee)               | Nguyễn Phạm Huy Hoàng (Hành Or) (Joker Rock) | Nguyễn Trần Thái Nam (Gonzo) (Rapital)   | Bùi Thái Tú (Mac Junior)                    |
| Binz    | Trần Tiến (Ricky Star) (OTĐ)       | Trần Tiến (Ricky Star) (OTĐ)                 | Trần Tiến (Ricky Star) (OTĐ)             | Nguyễn Đình Nam (Lil.Cell)                  |

- Đội Karik là đội duy nhất nhận được 2 nón vàng.
- Đội Suboi là đội duy nhất không nhận được bất kỳ 1 nón vàng nào từ 3 HLV khác.
- Có nguồn tin cho rằng thứ tự ghi hình thực tế của 4 team là Wowy - Binz - Karik - Suboi.[cần dẫn nguồn]

## Vòng bứt phá
24 thí sinh còn lại của cả bốn đội được chia thành 6 bảng đấu, mỗi bảng gồm 4 thí sinh từ 4 đội khác nhau. Các thí sinh sáng tác và trình bày tác phẩm của mình theo đề tài được chương trình đưa ra. Khi cả bốn thí sinh hoàn thành tiết mục trong bảng đấu, BGK và các HLV sẽ bình chọn để tìm ra 1 người chiến thắng (các HLV không được bình chọn cho thí sinh đội mình).
Mỗi BGK sẽ có một chiếc nón vàng. Kết thúc phần thi của cả 6 bảng, mỗi BGK sẽ sử dụng chiếc nón này để trao cho một trong số các thí sinh bị loại từ tất cả các bảng mà họ cho rằng là xứng đáng để bước tiếp vào vòng Chung kết. Như vậy sau vòng này, 6 người chiến thắng từ 6 bảng và 2 thí sinh được cứu bởi nón vàng của hai giám khảo sẽ được bước tiếp vào vòng Chung kết.
Trường hợp có hai thí sinh trở lên có cùng số phiếu bình chọn cao nhất, mỗi người sẽ chọn cho mình một trong hai đoạn beat (với 8 khuông nhạc) và trình diễn ngay lập tức trong cùng một chủ đề mà giám khảo đưa ra để quyết định ai là người chiến thắng cuối cùng.
Chú thích
     Thí sinh đi tiếp vào vòng Chung kết.
     Thí sinh đi tiếp vào vòng Chung kết nhờ nón vàng của Ban giám khảo.
     Thí sinh bị loại

### Bảng A (tập 11 - 10/10/2020)
Chủ đề: Những câu nói Trending
| Thứ tự | Tên thí sinh                            | Đội   | Tên bài hát                       | Điểm |
| ------ | --------------------------------------- | ----- | --------------------------------- | ---- |
| Tập 11 |                                         |       |                                   |      |
| 1      | Lương Nguyễn Quốc Đạt (Đạt Dope)        | Suboi | "Bước"                            | 0/6  |
| 2      | Dương Tiến Thành (Hydra) (OG Gang)      | Karik | "Dương quá căng - Đại hội võ lâm" | 0/6  |
| 3      | Phạm Hoàng Hải (16 Typh) (16 Northside) | Binz  | "Người ấy là ai"                  | 2/6  |
| 4      | Châu Hải Minh (Dế Choắt)                | Wowy  | "Phiêu lưu ký"                    | 4/6  |

1. ^  Đạt Dope được hỗ trợ bởi người chị ruột (Evy).

### Bảng B (tập 11 - 10/10/2020 và tập 12 - 17/10/2020)
Chủ đề: Những câu ca dao, tục ngữ, thành ngữ
| Thứ tự | Tên thí sinh                              | Đội   | Tên bài hát           | Điểm |
| ------ | ----------------------------------------- | ----- | --------------------- | ---- |
| Tập 11 |                                           |       |                       |      |
| 1      | Nguyễn Hữu Anh Khôi (AK49)                | Suboi | "Real Picture"        | 0/6  |
| 2      | Nguyễn Tiến Thành (Thành Draw) (Hustlang) | Binz  | "Rồng rắn lên mây"    | 4/6  |
| Tập 12 |                                           |       |                       |      |
| 3      | Trần Nhật Duy (Duy Andy) (Starbeat)       | Karik | "Vạn sự khởi đầu nan" | 1/6  |
| 4      | Nguyễn Đình Dương (Tez) (Giảng Võ Arena)  | Wowy  | "Mình đồng da sắt"    | 1/6  |

### Bảng C (Tập 12 - 17/10/2020)
Chủ đề: Những câu nói Trending
| Thứ tự | Tên thí sinh                       | Đội   | Tên bài hát                   | Điểm |
| ------ | ---------------------------------- | ----- | ----------------------------- | ---- |
| Tập 12 |                                    |       |                               |      |
| 1      | Đỗ Hoàng Duy (Tony D.)             | Wowy  | "Đừng cúi đầu khi nhìn xuống" | 0/6  |
| 2      | Nguyễn Thanh Long (LoR)            | Suboi | "Yêu là phải nói"             | 2/6  |
| 3      | Lã Thành Long (RTee)               | Binz  | "Nhà bao việc"                | 0/6  |
| 4      | Đặng Mai Việt Hoàng (GDucky) (151) | Karik | "Tiền nhiều để làm gì"        | 4/6  |

1. ^  Tony D được hỗ trợ bởi Guitarist All About Syl.
2. ^  GDucky được hỗ trợ bởi Lưu Hiền Trinh.

### Bảng D (tập 13 - 24/10/2020)
Chủ đề: Những câu ca dao, tục ngữ, thành ngữ
| Thứ tự | Tên thí sinh                                 | Đội   | Tên bài hát                 | Điểm |
| ------ | -------------------------------------------- | ----- | --------------------------- | ---- |
| Tập 13 |                                              |       |                             |      |
| 1      | Nguyễn Phạm Huy Hoàng (Hành Or) (Joker Rock) | Binz  | "Có chí thì nên"            | 0/6  |
| 2      | Nghiêm Vũ Hoàng Long (MCK) (Rapital)         | Karik | "Giàu vì bạn, sang vì vợ"   | 4/6  |
| 3      | Phạm Hoài Thanh (F)                          | Wowy  | "Trăm nghe không bằng thấy" | 0/6  |
| 4      | Nguyễn Thảo Linh (tlinh)                     | Suboi | "Mặc sự đời!"               | 2/6  |

1. ^  F được hỗ trợ bởi Evy và Violinist Tumie.
2. ^  F tự tạo beat cho màn trình diễn của mình.
3. MCK được hỗ trợ bởi Gonzo, Thành Draw và 16 Typh.

- TLinh được cứu bởi JustaTee.

### Bảng E (tập 13 - 24/10/2020 và tập 14 - 31/10/2020)
Chủ đề:  Những câu ca dao, tục ngữ, thành ngữ
| Thứ tự | Tên thí sinh                           | Đội   | Tên bài hát                 | Điểm |
| ------ | -------------------------------------- | ----- | --------------------------- | ---- |
| Tập 13 |                                        |       |                             |      |
| 1      | Vũ Tuấn Huy (Tage)                     | Suboi | "T.A.O (The Ambitious One)" | 0/6  |
| 2      | Nguyễn Trần Thái Nam (Gonzo) (Rapital) | Binz  | "Thầy Nam"                  | 5/6  |
| Tập 14 |                                        |       |                             |      |
| 3      | Lê Trung Nguyên (Jbee7)                | Wowy  | "Nết na"                    | 0/6  |
| 4      | Vũ Trường Giang (Gill) (Ocean M.O.B)   | Karik | "Quét sạch hết!"            | 1/6  |

### Bảng F (tập 14 - 31/10/2020)
Chủ đề: Những câu nói Trending
| Thứ tự | Tên thí sinh                     | Đội   | Tên bài hát            | Điểm |
| ------ | -------------------------------- | ----- | ---------------------- | ---- |
| Tập 14 |                                  |       |                        |      |
| 1      | Trần Tiến (Ricky Star) (OTĐ)     | Karik | "Con nhà người ta"     | 2/6  |
| 2      | Nguyễn Tuấn Kiệt (Lăng LD) (OTĐ) | Wowy  | "Ở nhà quê mới lên"    | 2/6  |
| 3      | Trần Tiến Đạt (R.I.C) (95G)      | Suboi | "Tiền đồ"              | 1/6  |
| 4      | Nguyễn Anh Vũ (Yuno BigBoi)      | Binz  | "Gu của anh là châu Á" | 1/6  |

- Lăng LD được cứu bởi Rhymastic.

Vòng 8Bar
Chủ đề: Say rượu và gọi điện cho người yêu cũ hoặc kẻ thù
Kết quả: Ricky Star giành chiến thắng và đi tiếp.

### Đội hình sau vòng bứt phá
| Bảng | Wowy                                     | Karik                                | Binz                                         | Suboi                            |
| ---- | ---------------------------------------- | ------------------------------------ | -------------------------------------------- | -------------------------------- |
| A    | Châu Hải Minh (Dế Choắt)                 | Dương Tiến Thành (Hydra) (OG Gang)   | Phạm Hoàng Hải (16 Typh) (16 Northside)      | Lương Nguyễn Quốc Đạt (Đạt Dope) |
| B    | Nguyễn Đình Dương (Tez) (Giảng Võ Arena) | Trần Nhật Duy (Duy Andy) (Starbeat)  | Nguyễn Tiến Thành (Thành Draw) (Hustlang)    | Nguyễn Hữu Anh Khôi (AK49)       |
| C    | Đỗ Hoàng Duy (Tony D)                    | Đặng Mai Việt Hoàng (GDucky) (151)   | Lã Thành Long (RTee)                         | Nguyễn Thanh Long (Lor)          |
| D    | Phạm Hoài Thanh (F)                      | Nghiêm Vũ Hoàng Long (MCK) (Rapital) | Nguyễn Phạm Huy Hoàng (Hành Or) (Joker Rock) | Nguyễn Thảo Linh (tlinh)         |
| E    | Lê Trung Nguyên (Jbee7)                  | Vũ Trường Giang (Gill) (Ocean M.O.B) | Nguyễn Trần Thái Nam (Gonzo) (Rapital)       | Vũ Tuấn Huy (Tage)               |
| F    | Nguyễn Tuấn Kiệt (Lăng LD) (OTĐ)         | Trần Tiến (Ricky Star) (OTĐ)         | Nguyễn Anh Vũ (Yuno Bigboy)                  | Trần Tiến Đạt (R.I.C)            |

## Vòng chung kết
8 thí sinh còn lại sẽ phải tham gia vào cuộc đấu cuối cùng. Mỗi thí sinh sẽ sáng tác và trình diễn solo ở đêm đầu tiên, sau đó kết hợp với HLV và giám khảo trong đêm Gala được truyền hình trực tiếp.
Khán giả có thể bình chọn thí sinh mà họ mong muốn trở thành người chiến thắng thông qua nhắn tin SMS. Kết quả chung cuộc sẽ dựa vào số bình chọn của khán giả (60%) và điểm số của các HLV/ban giám khảo (40%). HLV bình chọn cho thí sinh của mình sẽ được tính là 1 phiếu và khi bình chọn cho thí sinh đội khác sẽ là 2 phiếu. Thí sinh có kết quả cao nhất sẽ chiến thắng và trở thành quán quân, với tổng giải thưởng lên đến gần 1,6 tỷ đồng.
Đêm chung kết 1 & 2 được diễn ra vào lúc 20 giờ các ngày 7 tháng 11 và 14 tháng 11 năm 2020.
Cơ cấu giải thưởng bao gồm:
- Quán quân: 1 cúp quán quân, 500 triệu đồng tiền mặt, 1 tivi OLED 65 inch Gallery Design đến từ nhà tài trợ LG, 1 đĩa đơn do Warner Music Vietnam thực hiện.
- Á quân: 1 đĩa bạc, 100 triệu đồng tiền mặt, 1 tivi OLED 55 inch CH đến từ nhà tài trợ LG.
- Ngoài ra, quán quân và á quân của chương trình còn được Công ty Nước giải khát Suntory Pepsico Vietnam tài trợ 1 tỷ đồng để thực hiện MV riêng của họ.
- Top 8: Mỗi giải gồm 20 triệu đồng tiền mặt và 1 bộ loa không dây XBoom Go RN7 đến từ nhà tài trợ LG.

     Quán quân
     Á quân

### Trình diễn Solo (tập 15 - 07/11/2020)
| Thứ tự | Tên thí sinh                              | Đội   | Tên bài hát            | Mã số bình chọn | Tổng điểm chung cuộc |
| ------ | ----------------------------------------- | ----- | ---------------------- | --------------- | -------------------- |
| 1      | Nguyễn Tuấn Kiệt (Lăng LD) (OTĐ)          | Wowy  | "OTĐ For Life!"        | 05              |                      |
| 2      | Nghiêm Vũ Hoàng Long (MCK) (Rapital)      | Karik | "Va Vào Giai Điệu Này" | 01              |                      |
| 3      | Nguyễn Thảo Linh (tlinh)                  | Suboi | "Chú Chó Trên Ô Tô"    | 02              |                      |
| 4      | Nguyễn Trần Thái Nam (Gonzo) (Rapital)    | Binz  | "Hy Vọng"              | 08              |                      |
| 5      | Nguyễn Tiến Thành (Thành Draw) (Hustlang) | Binz  | "Thành Thật"           | 06              |                      |
| 6      | Đặng Mai Việt Hoàng (GDucky) (151)        | Karik | "The Right Journey"    | 03              | 29,78%               |
| 7      | Trần Tiến (Ricky Star) (OTĐ)              | Karik | "Tiến Hóa"             | 07              |                      |
| 8      | Châu Hải Minh (Dế Choắt)                  | Wowy  | "?"                    | 04              | 35,28%               |

1. ^  Lăng LD được hỗ trợ bởi toàn bộ thành viên OTĐ.
2. ^  tlinh được hỗ trợ bởi vũ đoàn Last Fire Crew
3. ^  Gonzo được hỗ trợ bởi ca sĩ Kim Chi Sun và dàn đồng ca Saigon Choir.
4. ^  GDucky được hỗ trợ bởi dàn đồng ca nhí.
5. ^  Dế Choắt được hỗ trợ bởi Bệt Band

### Trình diễn kết hợp cùng HLV và Giám Khảo (tập 16 - 14/11/2020)
Ghi Chú: Phần tiết mục của thí sinh được ghi hình và phát sóng. Phần trình diễn khách mời và công bố trao giải được Truyền hình Trực Tiếp.
| Thứ tự                        | Tên thí sinh                                    | Đội   | Tên bài hát                                  | Song ca cùng |
| ----------------------------- | ----------------------------------------------- | ----- | -------------------------------------------- | ------------ |
| 1                             | Châu Hải Minh (Dế Choắt)                        | Wowy  | "Chim sẻ và dâu tây"                         | Wowy         |
| 2                             | Nguyễn Thảo Linh (tlinh)                        | Suboi | "Tèn Tèn Girls!"                             | Suboi        |
| 3                             | Nguyễn Tiến Thành (Thành Draw) (Hustlang)       | Binz  | "What Love Is..."                            | Binz         |
| 3                             | Nguyễn Trần Thái Nam (Gonzo) (Rapital)          | Binz  | "What Love Is..."                            | Binz         |
| 4                             | Nguyễn Tuấn Kiệt (Lăng LD) (OTD)                | Wowy  | "Anh chồng quốc dân của em"                  | Rhymastic    |
| 5                             | Nghiêm Vũ Hoàng Long (MCK) (Rapital)            | Karik | "Dân chơi xóm"                               | JustaTee     |
| 6                             | Đặng Mai Việt Hoàng (GDucky) (151)              | Karik | "Ala Ela"                                    | Karik        |
| 6                             | Trần Tiến (Ricky Star) (OTD)                    | Karik | "Ala Ela"                                    | Karik        |
| Phần trình diễn của khách mời |                                                 |       |                                              |              |
| 1                             | Phạm Hoàng Hải (16 Typh) (16 Northside)         | —     | "Trên tình bạn dưới tình yêu (Rap Việt Ver)" | Min          |
| 2                             | Bùi Thế Anh (Andree Right Hand) (SpaceSpeakers) | —     | "Nhạc Anh"                                   | —            |
| 3                             | Da LAB                                          | —     | "Skyline"                                    | —            |
| 4                             | R.I.C, Đạt Dope, Yuno Bigboi, Lor, Tony D, Tez  | —     | "Chúng ta là người chiến thắng"              | —            |

1. ^  Dế Choắt được hỗ trợ bởi Naomi.
2. ^  tlinh được hỗ trợ bởi nhóm nhảy Lyricist.
3. ^  Tiết mục của Binz được hỗ trợ bởi những người bạn của Binz.

## Bảng loại trừ
| Thí sinh                         | Vòng Chinh phục | Vòng Chinh phục | Vòng Đối đầu | Vòng Bứt phá | Vòng Bứt phá | Vòng Chung kết              |
| -------------------------------- | --------------- | --------------- | ------------ | ------------ | ------------ | --------------------------- |
| Châu Hải Minh (Dế Choắt)         |                 | An toàn         | An toàn      | A            | Thắng        | Quán Quân                   |
| Đặng Mai Việt Hoàng (GDucky)     |                 | An toàn         | An toàn      | C            | Thắng        | Á Quân                      |
| Nghiêm Vũ Hoàng Long (MCK)       |                 | An toàn         | An toàn      | D            | Thắng        | Ấn tượng Chung kết Rap Việt |
| Nguyễn Trần Thái Nam (Gonzo)     |                 | An toàn         | Nguy hiểm    | E            | Thắng        | Ấn tượng Chung kết Rap Việt |
| Nguyễn Tiến Thành (Thành Draw)   |                 | An toàn         | An toàn      | B            | Thắng        | Ấn tượng Chung kết Rap Việt |
| Nguyễn Tuấn Kiệt (Lăng LD)       |                 | An toàn         | An toàn      | F            | Nguy hiểm    | Ấn tượng Chung kết Rap Việt |
| Nguyễn Thảo Linh (tlinh)         |                 | An toàn         | An toàn      | D            | Nguy hiểm    | Ấn tượng Chung kết Rap Việt |
| Trần Tiến (Ricky Star) (OTD)     |                 | An toàn         | Nguy hiểm    | F            | Thắng        | Ấn tượng Chung kết Rap Việt |
| Nguyễn Anh Vũ (Yuno BigBoi)      |                 | An toàn         | Nguy hiểm    | F            | Loại         |                             |
| Trần Tiến Đạt (R.I.C)            |                 | An toàn         | Nguy hiểm    | F            | Loại         |                             |
| Vũ Tuấn Huy (Tage)               |                 | An toàn         | An toàn      | E            | Loại         |                             |
| Vũ Trường Giang (Gill)           |                 | An toàn         | An toàn      | E            | Loại         |                             |
| Lê Trung Nguyên (Jbee7)          |                 | An toàn         | Nguy hiểm    | E            | Loại         |                             |
| Phạm Hoài Thanh (F)              |                 | An toàn         | An toàn      | D            | Loại         |                             |
| Nguyễn Phạm Huy Hoàng (Hành Or)  |                 | An toàn         | An toàn      | D            | Loại         |                             |
| Nguyễn Thành Long (Lor)          |                 | An toàn         | An toàn      | C            | Loại         |                             |
| Lã Thành Long (RTee)             |                 | An toàn         | An toàn      | C            | Loại         |                             |
| Đỗ Hoàng Duy (Tony D)            |                 | An toàn         | An toàn      | C            | Loại         |                             |
| Nguyễn Đình Dương (Tez)          |                 | An toàn         | Nguy hiểm    | B            | Loại         |                             |
| Trần Nhật Duy (Duy Andy)         |                 | An toàn         | Nguy hiểm    | B            | Loại         |                             |
| Nguyễn Hữu Anh Khôi (AK49)       |                 | An toàn         | Nguy hiểm    | B            | Loại         |                             |
| Phạm Hoàng Hải (16 Typh)         |                 | An toàn         | An toàn      | A            | Loại         |                             |
| Dương Tiến Thành (Hydra)         |                 | An toàn         | An toàn      | A            | Loại         |                             |
| Lương Nguyễn Quốc Đạt (Đạt Dope) |                 | An toàn         | An toàn      | A            | Loại         |                             |
| Nguyễn Đình Nam (Lil.Cell)       |                 | An toàn         | Loại         |              |              |                             |
| Bùi Thái Tú (Mac Junior)         |                 | An toàn         | Loại         |              |              |                             |
| Nguyễn Việt Anh (Lee Boo)        |                 | An toàn         | Loại         |              |              |                             |
| Lê Trọng Hoàng Long (Gừng)       |                 | An toàn         | Loại         |              |              |                             |
| Hà Quốc Hoàng                    |                 | An toàn         | Loại         |              |              |                             |
| Phạm Quang Minh (KuBoss)         |                 | An toàn         | Loại         |              |              |                             |
| Lê Tuấn Nam (Bad Bz)             |                 | An toàn         | Loại         |              |              |                             |
| Nguyễn Trung Thành (Yang)        |                 | An toàn         | Loại         |              |              |                             |
| Lê Vũ Ngọc Anh (Nul)             |                 | An toàn         | Loại         |              |              |                             |
| Nguyễn Đình Việt (VVSIX)         |                 | An toàn         | Loại         |              |              |                             |
| Diệp Hoàng Dương (B:OKEH)        |                 | An toàn         | Loại         |              |              |                             |

   Thí sinh đội Wowy, Karik, Binz, Suboi
Nam Thí sinh nam
Nữ Thí sinh nữ
An toàn Thí sinh được vào vòng trong không qua nón vàng hay vòng giải cứu.
An toàn Thí sinh được HLV tung nón vàng ở vòng 1.
Nguy hiểm Thí sinh được cứu bởi HLV đội khác nhờ chiếc nón vàng ở vòng 2.
Nguy hiểm Thí sinh được cứu bởi HLV ở vòng 2.
Loại Thí sinh bị loại.
Thắng Thí sinh bước vào đêm Chung kết.
Nguy hiểm Thí sinh bước vào đêm Chung kết nhờ nón vàng của Ban giám khảo.
Quán quân Top 1
Á quân Top 2
 Ấn Tượng CK RV Top 3-8

## Tài trợ
Chương trình được sự tài trợ chính của nhãn hàng Pepsi và nhà đồng tài trợ là LG Electronics.

## Các sự việc xoay quanh chương trình

### Lộ thông tin và kết quả
Vào ngày 12 tháng 10 năm 2020, danh sách phân chia 6 bảng đấu của vòng Bứt phá đã bị lan truyền trên mạng. Sau khi tập 12 (phát sóng ngày 17 tháng 10 năm 2020) lên sóng, khán giả nhận thấy tên các thí sinh góp mặt trong bảng B và C hoàn toàn trùng khớp với danh sách bị rò rỉ trên. Từ đó, khán giả tin danh sách trên là có thật và danh sách thi đấu của ba bảng tiếp theo đã được cung cấp trước khi chương trình công bố. Bảng D sẽ gồm MCK (đội Karik), tlinh (đội Suboi), Hành Or (đội Binz) và F (đội Wowy). Bảng E gồm Tage (đội Suboi), JBee7 (đội Wowy), Gill (đội Karik) và Gonzo (đội Binz). Cuối cùng, bảng F sẽ là cuộc đối đầu của Lăng LD (đội Wowy), Ricky Star (đội Karik), Yuno BigBoi (đội Binz) và R.I.C (đội Suboi).
Sau khi thông tin về các bảng bị rò rỉ, khán giả cho rằng bảng F cũng là "cuộc đấu tử thần" khi có sự xuất hiện của cả Lăng LD và Ricky Star.
Cũng trong tối cùng ngày, dân mạng tiếp tục lan truyền danh sách các thí sinh bước vào vòng chung kết Rap Việt. Theo đó, một số người tự nhận là khán giả xem ghi hình tại trường quay đã tiết lộ kết quả vòng Bứt phá. Sáu thí sinh chiến thắng 6 bảng đấu sẽ vào thẳng trận đấu tranh chức vô địch và có thêm 2 thí sinh được tặng nón vàng để hồi sinh. Sáu người chiến thắng vòng Bứt phá để góp mặt trong trận chung kết được cho là gồm Dế Choắt (bảng A), Thành Draw (bảng B), GDucky (bảng C), MCK (bảng D), Gonzo (bảng E) và Ricky Star (bảng F). Ngoài ra, tlinh và Lăng LD sẽ được cứu vào vòng chung kết. Tuy nhiên, đây chỉ là danh sách được chia sẻ trên mạng xã hội và vẫn chưa có cơ sở để khẳng định chính xác đây là những thí sinh góp mặt ở trận chung kết.
Theo danh sách rò rỉ trên mạng, nhiều khán giả nghi ngờ kết quả bảng D và bảng F là không chính xác, bởi thí sinh được kỳ vọng vào chung kết ở bảng D ngoài MCK là Hành Or (đội Binz), còn ở bảng F, người được dự đoán và đánh giá cao là Tage (đội Suboi) chứ không phải Gonzo như danh sách này.
Bên cạnh những bình luận tiết lộ kết quả, không ít ý kiến để lại rằng "biết đâu đây sẽ là cú lừa", "chưa chắc danh sách đã chính xác hoàn toàn, có thể mọi người tung hỏa mù để tạo bất ngờ cho khán giả truyền hình"...
Dân mạng liên tục truyền tay kết quả trên và đưa ra dự đoán về kết quả cuối cùng. Nhiều người tin rằng GDucky sẽ trở thành quán quân dù gặp phải gặp các đối thủ mạnh như Dế Choắt và Ricky Star. Hiện đơn vị sản xuất Rap Việt vẫn chưa có phản hồi về việc lộ danh sách thí sinh của sáu bảng đấu này.
Trước tình trạng liên tục lộ danh sách thi đấu đến kết quả vòng thi, nhiều người đã đặt ra câu hỏi về công tác bảo mật thông tin của Rap Việt. Nhiều người cho rằng việc để lộ kết quả này khiến chương trình giảm đi sức hấp dẫn, khán giả sẽ mất hứng thú theo dõi diễn biến tiếp theo của cuộc thi. Việc chương trình chọn hình thức ghi hình có khán giả thay vì cho các thí sinh trình diễn trực tiếp như các sân chơi âm nhạc khác khiến cho việc rò rỉ kết quả cũng là điều khó tránh khỏi.